# 21588 Gianelli
21588 Gianelli este un asteroid din centura principală de asteroizi.

## Descriere
21588 Gianelli este un asteroid din centura principală de asteroizi. A fost descoperit pe 26 septembrie 1998 la Socorro, New Mexico, în cadrul proiectului LINEAR. Asteroidul prezintă o orbită caracterizată de o semiaxă mare de 3,09 ua, o excentricitate de 0,16 și o înclinație de 2,6° în raport cu ecliptica.